# 拉斯文塔斯德雷塔莫萨
拉斯文塔斯德雷塔莫萨，是西班牙卡斯蒂利亚-拉曼恰托莱多省的一个市镇。总面积19平方公里，总人口936人（2001年），人口密度49人/平方公里。